# Carumbé (escola de samba)
Circulo Social, Cultural y Deportivo Carumbé é uma escola de samba de Paso de los Libres, Argentina.

## História
Numa noite calorosa do mês de fevereiro de 1948, cinco jovens oriundos de Paso de los Libres, estavam em um dos salões do Clube Comercial de Uruguaiana, desfrutando de uma noite no carnaval na cidade de Uruguaiana e tiveram a ideia de formar um grupo de dança para participar dos desfiles de Paso de los Libres a qual concretizou-se no ano 1955 após o ultimo desfile da Escuela de Samba del Club Social na qual no ano anterior aconteceu a separação de um grupo de pessoas dissidêntes da escola do Club Social formando a ACSD Zum-Zum. Depois desse desfile a Escuela de Samba del Club Social passou a ser conhecida como Carumbé (Tartaruga no idioma Guarani).
Esses jovens que passaram a ponte internacional eram os Irmão Edgar e Oscar Nicolás, Tenio e Kiko Verón e Quique García, eles passaram a Ponte Internacional Uruguaiana-Paso de los Libres ano seguinte a ser aberta oficialmente.
Então, CSCD Carumbé adota esse 12 de fevereiro de 1948 como ano de seu nascimento.
Alguns membros da historia da Carumbé: Edgar Nicolás (primer mestre de batería da Carumbé), Oscar Nicolás, Tenio Verón, Kiko Verón, Quique García (fundadores), José Angel Longhi (interprete 2000-atual), Horacio “Calandria” Román (interprete da década do 90), Norma Ghittoni (primeira rainha - 1956). Wander Pires e Igor Sorriso já gravaram os sambas para a Escola.
A partir de Fevereiro de 1948, tomou-se a serio a ideia de formar um grupo de amigos em paso de los Libres, fazendo Carumbé sua primeira actuação no Carnaval Librenho de esse ano, com seus grupos de dança, marchas e sua Rainha Norma Ghittoni.
Em 1955 a Escuela de Samba del Club Social, já divida, fez seu ultimo desfile nesse ano sendo a rainha da escola a senhora Luisa Fadon. Aquele grupo de amigos gritavam ao redor da rainha “Carumbé – Carumbé” (Tartaruga em guarani) que era o apelido de Tenio Veron, chamado assim por seu andar devagar, o qual, nesse tempo estava interessado pela rainha. 
Após este fato e a separação da Escuela de Samba del Club Social, Tenio e os outros jovens decidem formar o CSCD Carumbé.
Para comemorar os 60 anos no 2008, ou seja as bodas de diamante, o escola contou a história do proprio diamante e suas utilidades.
No 2014, Carumbé baseou seu enredo na história "Che Patrón" escrita por Magdalena Capurro, contando a história do gaucho José Antonio Ansola.
Para o 2015, Carumbé vai contar um mundo imaginado só por Argentinos, fazendo referencia a invenções argentinas, genios argentinos que deram cinco premios nobels ao pais e finalizando com uma homenagem a René Favaloro.

## Segmentos

### Presidentes
| Período     | Presidente          | Ref.  |
| ----------- | ------------------- | ----- |
| 2007 - 2009 | Amado Bonpland      |       |
| 2009 - 2011 | Guillermo Scheidler |       |
| 2011 - 2013 | José Angel Longhi   |       |
| 2013 - 2015 | Hector Gonzalo      | [ 7 ] |
| 2015 - 2017 | Sebastian Gavarone  |       |
| 2017 - 2019 | Amado Bonpland      |       |
| 2019 - 2021 | Federico Medina     |       |

### Diretores
| Año         |  | Mestres de Bateria       |  |
| ----------- |  | ------------------------ |  |
| 1998 - 2018 |  | Julian "Chule" Maiarello |  |
| 2019 - 2020 |  | Nato "da caixa" Giorgio  |  |
| Actualidad  |  | Julian "Chule" Maiarello |  |

### Coreógrafo
| Ano  | Nome | Ref. |
| ---- | ---- | ---- |
| 2017 |      |      |
| 2018 |      |      |

### Casal de Mestre-sala e Porta-bandeira
| Ano  | Nome | Ref. |
| ---- | ---- | ---- |
| 2016 |      |      |
| 2017 |      |      |

## Carnavais
| Ano  | Colocação          | Enredo | Carnavalesco                          | intérprete                                   | Ref           |
| ---- | ------------------ | --- | ------------------------------------- | -------------------------------------------- | ------------- |
| 1956 |                    | Onde Vai, Oh Bela! (Compositores: Cigano e Aikoff) |                                       |                                              |               |
| 1958 |                    | China |                                       |                                              |               |
| 1970 |                    | Marineros (Marujos) |                                       |                                              |               |
| 1971 |                    | Hindúes de India (Indianos da India) |                                       |                                              |               |
| 1972 |                    | Los Mosqueteros (Os Mosqueteiros) |                                       |                                              |               |
| 1973 | Sai da Competição  | |                                       |                                              |               |
| 1974 |                    | Viva México |                                       |                                              |               |
| 1976 |                    | El Charleston (O Charleston) |                                       |                                              |               |
| 1978 |                    | El Circo (O Circo) |                                       |                                              |               |
| 1982 | Não Houve Apuração | La Tortuguita (A Tartaruguinha) (Compositor: Horacio "Calandria" Roman) |                                       |                                              |               |
| 1983 | Não Houve Apuração | Cuando yo Canto y Bailo me Acuerdo de Ti (Quando eu Canto e Danço Lembro de Você) (Compositor: Horacio "Calandria" Roman.)                                                                                          |                                       | Horacio "Calandria" Roman                    |               |
| 1985 | Campeã             | Sangre de Frontera (Sangue de Fronteira) (Compositor: Horacio "Calandria" Roman.) |                                       | Horacio "Calandria" Roman                    |               |
| 1986 | Campeã             | Los Aztecas (Os Aztecas) |                                       |                                              |               |
| 1987 | Campeã             | El Lejano Oeste (Carumbé en el Oeste) (O Far West) / Alegría y Amor (Alegria e Amor) (Compositor: Horacio "Calandria" Roman)                                                                                        |                                       |                                              |               |
| 1988 | Campeã             | Cuarenta Años (Quarenta Anos) (Compositor: Jorge Genaro Fernandez) |                                       |                                              |               |
| 1989 | Campeã             | Atlantida (Atlantida) |                                       |                                              |               |
| 1990 | Campeã             | Los Elementos de la Naturaleza: Agua, Tierra, Fuego y Aire (Os Elementos da Natureza: Agua, Terra, Fogo e Ar) / Bandera Roja y Blanca (Bandeira Vermelha e Branca)                                                  |                                       |                                              |               |
| 1991 | Vice-campeã        | |                                       |                                              |               |
| 1992 | Campeã             | El Cine: El Séptimo Arte (O Cinema: O Sétimo Arte) (Compositores: Almir de Araujo, Marquinhos Lessa e Bandeira Brasil.)                                                                                             |                                       | Osvaldo "Bolita" Volonté - José Ángel Longhi |               |
| 1993 | Vice-campeã        | Francia (França)/ El Rey Soy Yo (O Rei Sou Eu) (Compositor: Almir de Araujo, Marquinhos Lessa e Bandeira Brasil.)                                                                                                   |                                       | Osvaldo "Bolita" Volonté - José Ángel Longhi |               |
| 1994 | Vice-campeã        | Astro Rey |                                       | Osvaldo "Bolita" Volonté - José Ángel Longhi |               |
| 1995 |                    | Não Houve Carnaval |                                       |                                              |               |
| 1996 | Vice-campeã        | Kizomba, el Grito de una Raza (Kizomba, o Grito de uma Raça) (Compositor: Carlos "Muñeca" Da Costa.) |                                       | Osvaldo "Bolita" Volonté - José Ángel Longhi |               |
| 1997 | Campeã             | Los Inmigrantes (Os Imigrante) (Compositor: José Longhi.) |                                       | Osvaldo "Bolita" Volonté - José Ángel Longhi |               |
| 1998 | Campeã             | Cincuenta Años (Cinqüenta Anos) |                                       | Osvaldo "Bolita" Volonté - José Ángel Longhi |               |
| 1999 | Campeã             | Jaque Mate a la Tristeza (Jaque Mate à Tristeza) |                                       | Osvaldo "Bolita" Volonté - José Ángel Longhi |               |
| 2000 | Campeã             | Vivir en la Tempestad (Vivir na Tempestade) (Compositor: Carlos Righero e José Longhi.) |                                       | José Ángel Longhi                            |               |
| 2001 | Vice-campeã        | Amazonas – Jardín Enfermo de la Humanidad (Amazonia – Jardim doente da Humanidade) (Compositor: Carlos Righero.) |                                       | José Ángel Longhi                            |               |
| 2002 |                    | Não Houve Carnaval |                                       |                                              |               |
| 2003 | Campeã             | La Magia del Carnaval (A Magia do Carnaval) (Compositor: Silvio Maidana.) |                                       | José Ángel Longhi                            |               |
| 2004 | Vice-campeã        | La Estación del Carnaval (La Quinta Estación) (A Estação do Carnaval)(A Quinta Estação) (Compositor: Silvio Maidana.)                                                                                               |                                       | José Ángel Longhi                            |               |
| 2005 | Campeã             | Los Siete Pecados Capitales (Os Sete Pecados Capitais) (Compositor: João Carlos Danova.) |                                       | José Ángel Longhi                            |               |
| 2006 | Campeã             | Las Fiestas Paganas (As Festas Pagãs) (Compositor: Carlos "Muñeca" Da Costa.) |                                       | José Ángel Longhi                            |               |
| 2007 | 3.º Lugar          | La Locura (A Loucura) (Compositor: João Carlos Danova.) |                                       | José Ángel Longhi                            |               |
| 2008 | Campeã             | Sesenta Años: Monarca del Reino Más Antiguo (Sessenta Anos: O Monarca do Reino mais Antigo) (Compositor: João Carlos Danova.)                                                                                       |                                       | José Ángel Longhi                            |               |
| 2009 | Vice-campeã        | La Escritura, Joya de la Humanidad (A Escritura, Jóia da Humanidade) (Compositor: André Diniz.) |                                       | José Ángel Longhi                            |               |
| 2010 | Campeã             | Ojo con el Rojo (Olho com o Vermelho) (Compositor: André Diniz.) | Gabriel Gonzalo                       | José Ángel Longhi                            |               |
| 2011 | Campeã             | Veo, Veo, Lo Que Es??? (O Que é? o Que é?) (Compositor: André Diniz.) | Gabriel Gonzalo                       | José Ángel Longhi                            | [ 8 ]         |
| 2012 | Vice-campeã        | El Sortilegio... Carumbé (O Sortilégio... Carumbé) (Compositor: André Diniz.) | Gabriel Gonzalo                       | José Ángel Longhi                            | [ 9 ]         |
| 2013 | Vice-campeã        | Sopa de Reinas y Emperadores(Sopa de Rainhas e Emperadores) (Compositor: André Diniz.) | Carlitos Righero                      | José Ángel Longhi                            | [ 10 ]        |
| 2014 | Campeã             | Che Patrón, Mate, Facón y Fogón (Tchê Patrão, Mate, Facão e Fogão) (Compositor: André Diniz e Glaucio Guterres.) | Gabriel Gonzalo                       | José Ángel Longhi & Juan Carlos Caballero    | [ 11 ] [ 12 ] |
| 2015 | Não Houve Apuração | Argentinos Para Imaginar el Mundo: René Favaloro en el Corazón del Pueblo (Argentinos pra Imaginar o Mundo: René Favaloro no Coração do Povo) (Compositor: André Diniz, Glaucio Guterres e Rodrigo Gauz.)           | Gabriel Gonzalo                       | José Ángel Longhi & Juan Carlos Caballero    | [ 14 ]        |
| 2016 |                    | Não Houve Desfile do Grupo A |                                       |                                              |               |
| 2017 | Campeã             | Fruto del Azar del Hombre (Fruto da Sorte do Homem) (Compositor: André Diniz e Glaucio Guterres.) | Tiki Hermoso & Maxi Verón             | José Ángel Longhi & Juan Carlos Caballero    | [ 15 ]        |
| 2018 | Vice-campeã        | Un Viaje en el Tiempo Hacia la Eternidad... Llegó la Hora Carumbé (Uma Viagem no Tempo Para a Eternidade... Chegou a Hora Carumbé) (Compositor: André Diniz, Gláucio Guterres, Cláudio Russo e Professor Vladimir.) | Maxi Verón, Tuty Perez y Omar Cardoso | Juan Carlos Caballero                        | [ 16 ]        |
| 2019 | Campeã             | "Entre Lo Banal y lo Espiritual, el Simple y Complejo Ritual Carnal" ( entro o banal e o espiritual, o simples e complexo ritual carnal ) (Compositor: : André Diniz, Cláudio Russo y Gláucio Guterres).            | Gonzalo                               | Juan Carlos Caballero                        | [17]          |
| 2020 | Campeã             | “Anarquía, una historia de la desobediencia” | Gonzalo                               | Juan Carlos Cabellero                        |               |
| 2021 |                    | Não Houve Carnaval |                                       |                                              |               |
| 2022 | Campeã             | TAROT SI LA SUERTE ESTA ECHADA, NI LOS LOCOS SE ATREVEN A FRENARLA..." | Camila Chaine                         | José Ángel Longhi & Juan Carlos Caballero    |               |
| 2023 | Campeã             | EL PRINCIPITO "Solo con el Corazón se ve Bien, lo Esencial es Invisible a los Ojos" | Gabriel Gonzalo                       | José Ángel Longhi & Juan Carlos Caballero    |               |
| 2024 | Campeã             | Los Hijos de la Noche | Gabriel Gonzalo                       | José Ángel Longhi & Juan Carlos Caballero    |               |